# Molompize
Molompize är en kommun i departementet Cantal i regionen Auvergne-Rhône-Alpes i mitten av Frankrike. Kommunen ligger  i kantonen Massiac som ligger i arrondissementet Saint-Flour. År 2022 hade Molompize 272 invånare.

## Befolkningsutveckling
Antalet invånare i kommunen Molompize
Referens:INSEE

## Galleri

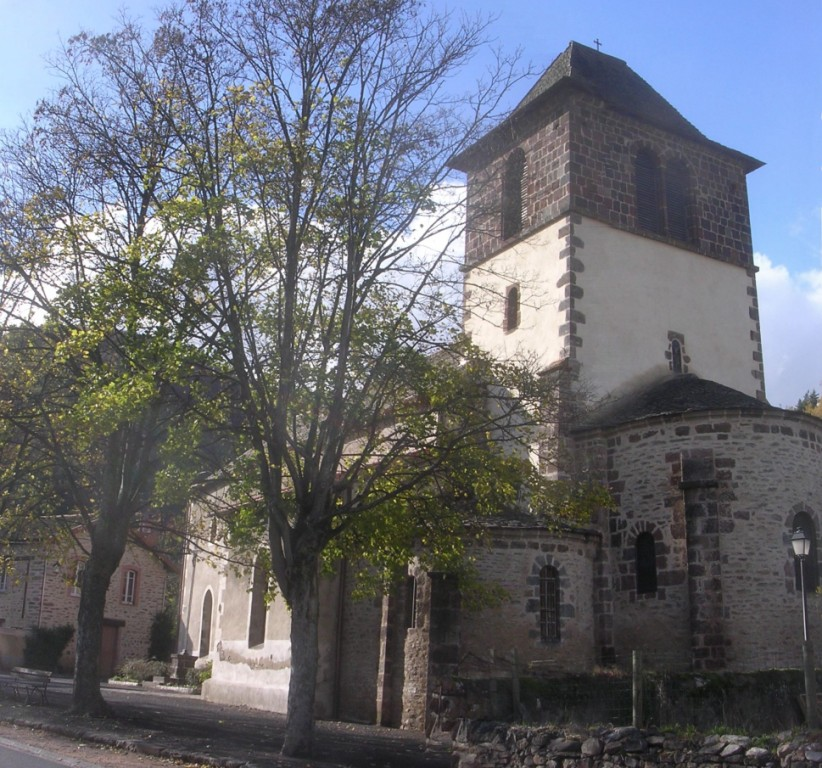
Kyrkan Sainte Foy
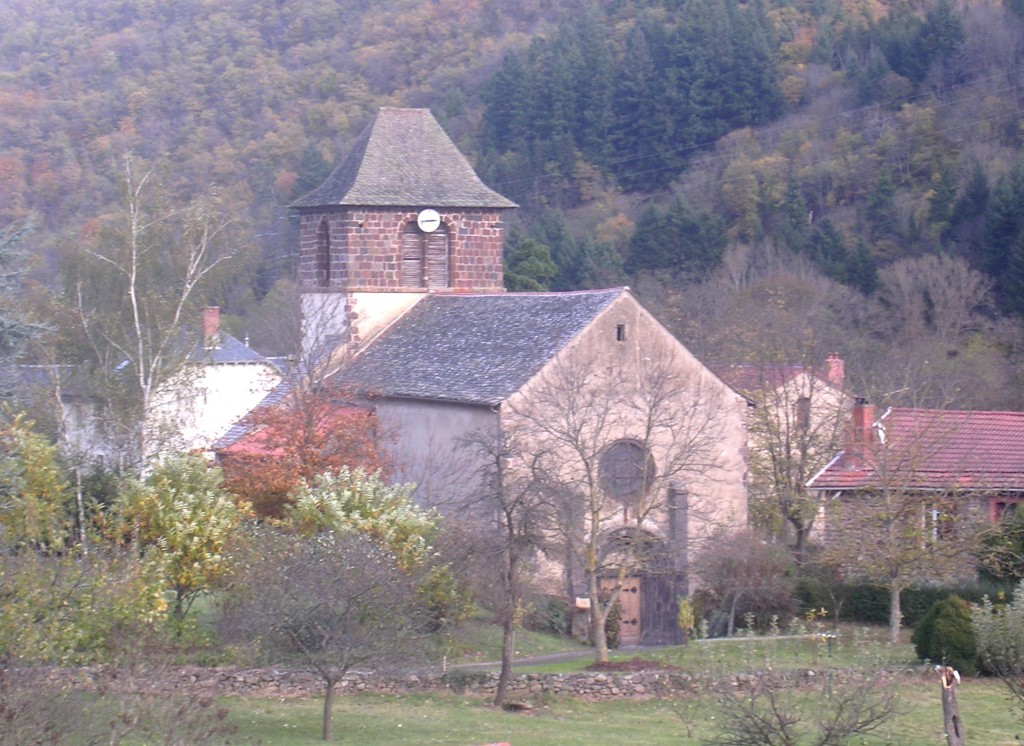
Kyrkan Sainte Foy
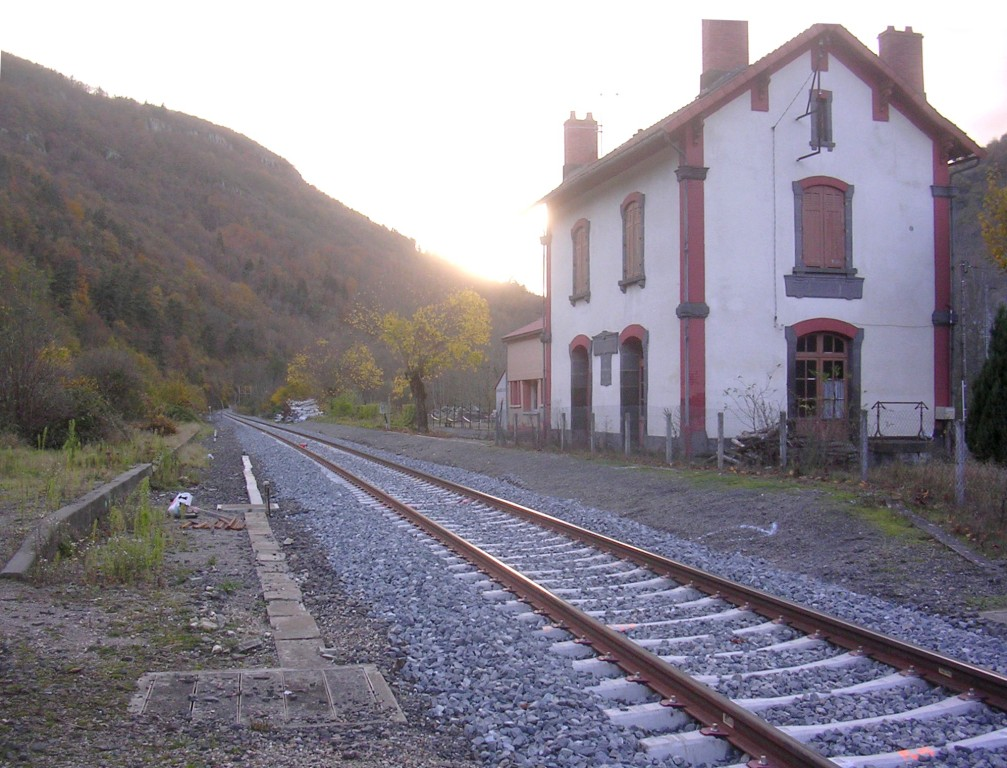
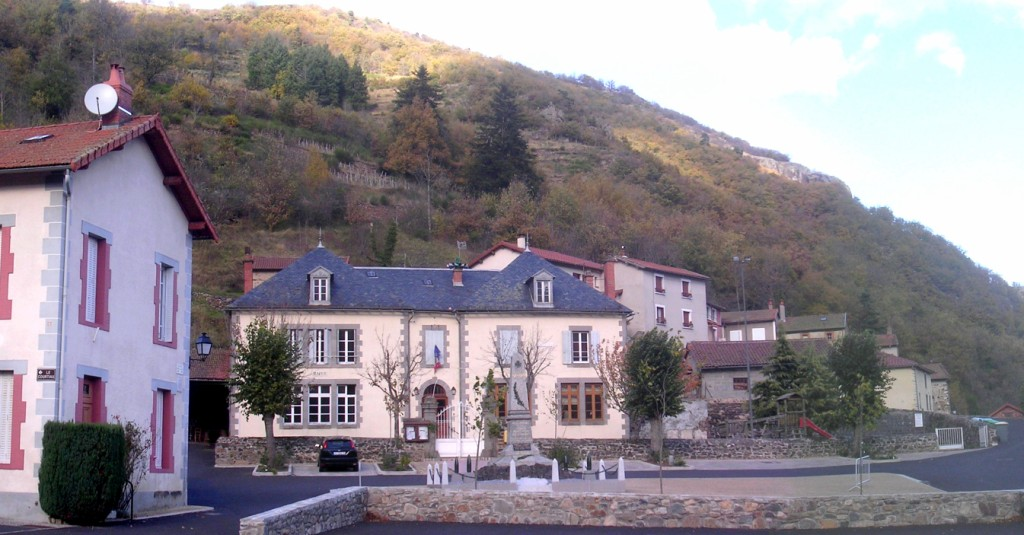
Rådhuset
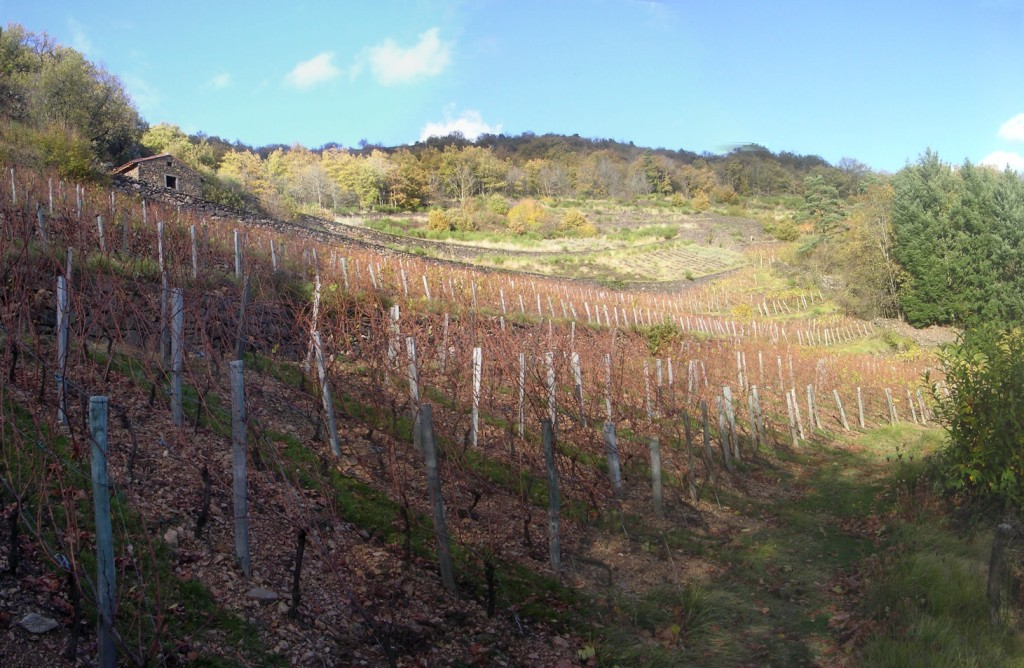
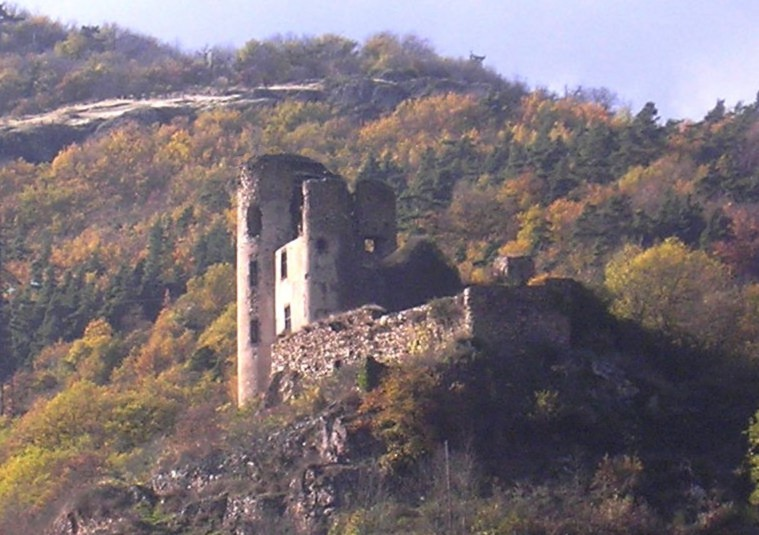
Château d'Aurouze
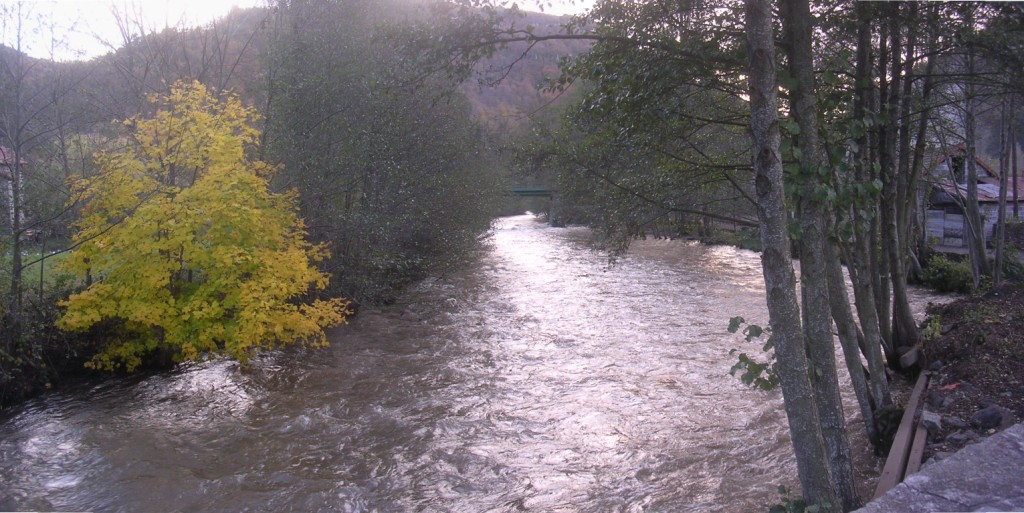